# Aqua Dome
Koordinaten: 47° 4′ 10″ N, 10° 57′ 53″ O
Der Aqua Dome ist ein Thermalbad mit angeschlossenem Wellnesshotel in Längenfeld im mittleren Ötztal, Tirol, Österreich. Jährlich werden rund 350.000 Besucher gezählt.

## Entstehungsgeschichte
Die Thermalquelle wurde erstmals 1830 wissenschaftlich untersucht. Das „mit schwefeligem Wasserstoffgas geschwängerte Wasser“ galt anschließend als das „wohl reinste unter den bisher bekannten Quellen“ (Originaltext). An der Quelle wurde neben einer kleinen Kapelle ein hölzernes Badegebäude mit Wannenhaus und einigen Zimmern errichtet. In einem Kessel wurde dort das 12 Grad warme Wasser weiter erwärmt und in Kübeln zu den Badewannen getragen. Am 5. November 1875 brannte dieses Bad ab.
In der Folgezeit wechselte die Quelle mehrmals ihren Besitzer. 1893 begründeten Fremdenverkehrs-Pioniere das Kurbad Längenfeld. Der Berliner Architekt Wilhelm Walter plante das Gebäude im Stil des damals üblichen Historismus. Im Lauf der Jahre etablierte sich ein Kurhotel, das seine Gäste mit Heilbädern, Kaltwasserbehandlungen nach Sebastian Kneipp und Vincenz Prießnitz sowie Milchkuren behandelte. Aufgrund eines Entwässerungsprojekts versiegte die Quelle in den 1960er Jahren. Nachdem das Kurhotel geschlossen und 1980 abgerissen wurde, wurde die Bezeichnung Bad Längenfeld aufgegeben.
1986 beschloss man, die Quelle wieder zu erschließen. Erste Probebohrungen brachten nicht den gewünschten Erfolg. Erst mit einer Tiefenbohrung 1997 auf 1.865 Meter wurde 68 Grad heißes Wasser für die wirtschaftliche Nutzung neu erschlossen. Zunächst wurde die Natrium-Chlorid-Sulfat-Schwefeltherme, die als Heilwasser anerkannt wurde, in einem Naturbad mit zwei kleinen Becken am Ortsrand genutzt. Als historische Erinnerung existiert in Sichtweite des Aqua Dome heute noch dieses Naturbad. 90 Prozent des Quellwassers werden jetzt in die Therme geleitet und dort fast allen Becken beigemischt.
2004 wurde der Aqua Dome mit Thermenbereich und Hotel neu gebaut, 2012 wurde das Hotel erweitert und das Spa 3000 kam hinzu, 2017 entstand der Kinderbereich Alpen Arche Noah.

## Architektur
Der Thermendom hat die Form eines gläsernen Kristalls, dessen Funktion es ist, in der Außenfassade die umliegende Bergwelt zu spiegeln. In der Freilufttherme befinden sich drei kreisrunde Schalenbecken mit einem Durchmesser von 12 bis 16 Metern. Diese sind über einen beleuchteten und beheizten Glaskegel erreichbar. Bis auf die Soleschale, das Aktivbecken und die Kinderbecken ist das Wasser in allen Becken mit zehn Prozent Thermalwasser angereichert. Das gefasste Thermalwasser stammt aus Gletscherwasser, das durch Gesteinsschichten gefiltert wurde. Es fließt aus einer Tiefe von 1.865 Metern 40 Grad Celsius heiß in die Thermenbecken. Insgesamt verfügt der Aqua Dome über eine Wasserfläche von 2.200 Quadratmetern. Der Gesamtkomplex der Therme und des angeschlossenen Wellnesshotels ist teilweise nach Feng Shui ausgerichtet. Architekt war Wolfgang Vanek von Holzbauer & Partner. Für Hotelgäste steht außerdem der hoteleigene Spa-Bereich unter dem Namen Spa 3000, der sich über 2 Etagen auf 2.000 m² erstreckt, zur Verfügung.
Im Norden befindet sich der Kinderbereich mit einer geschlossenen Rutsche und eine Trichterrutsche. Die Form dieses Gebäudes ist einem Schiff nachempfunden.

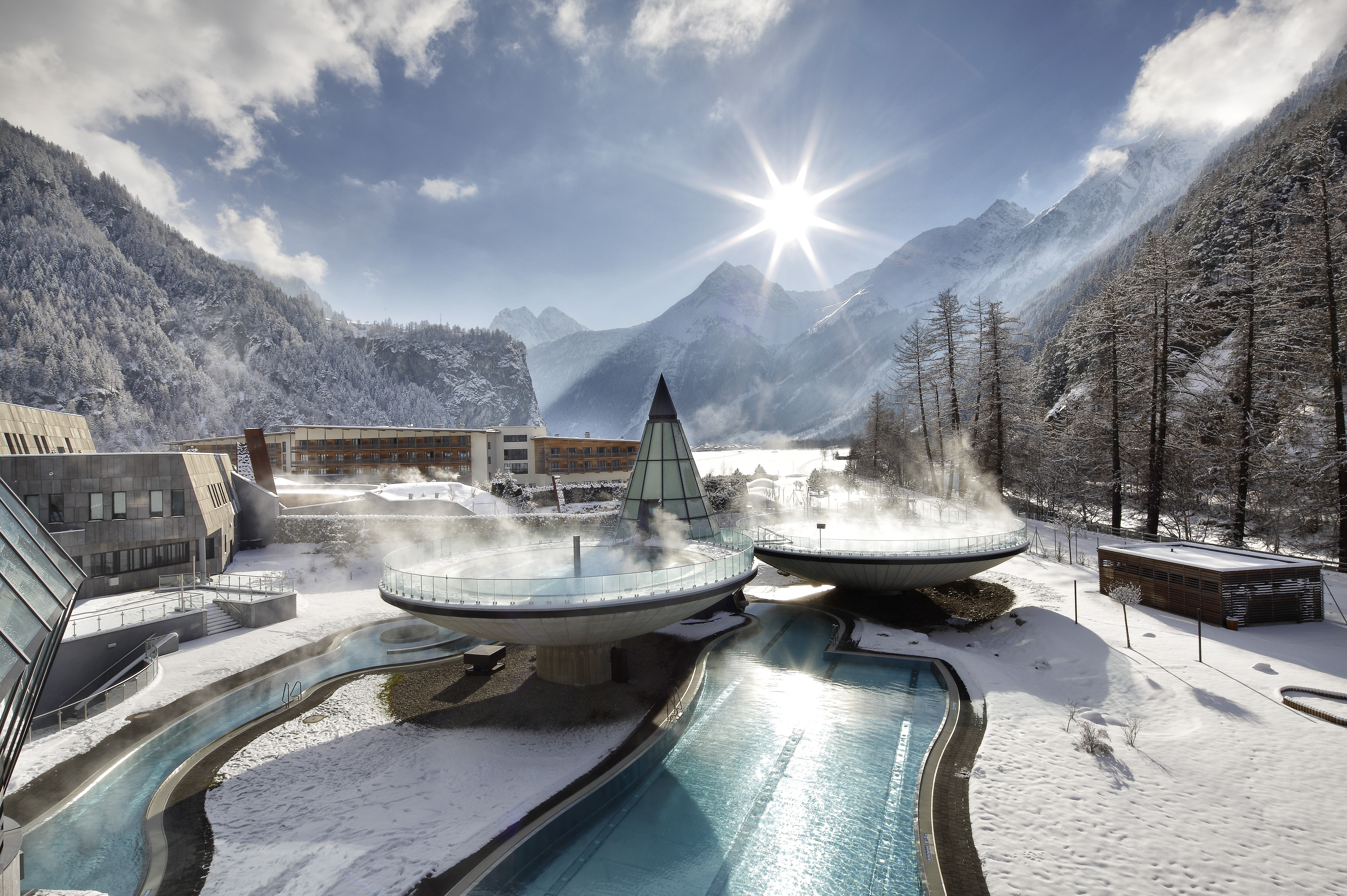
Aqua Dome im Winter

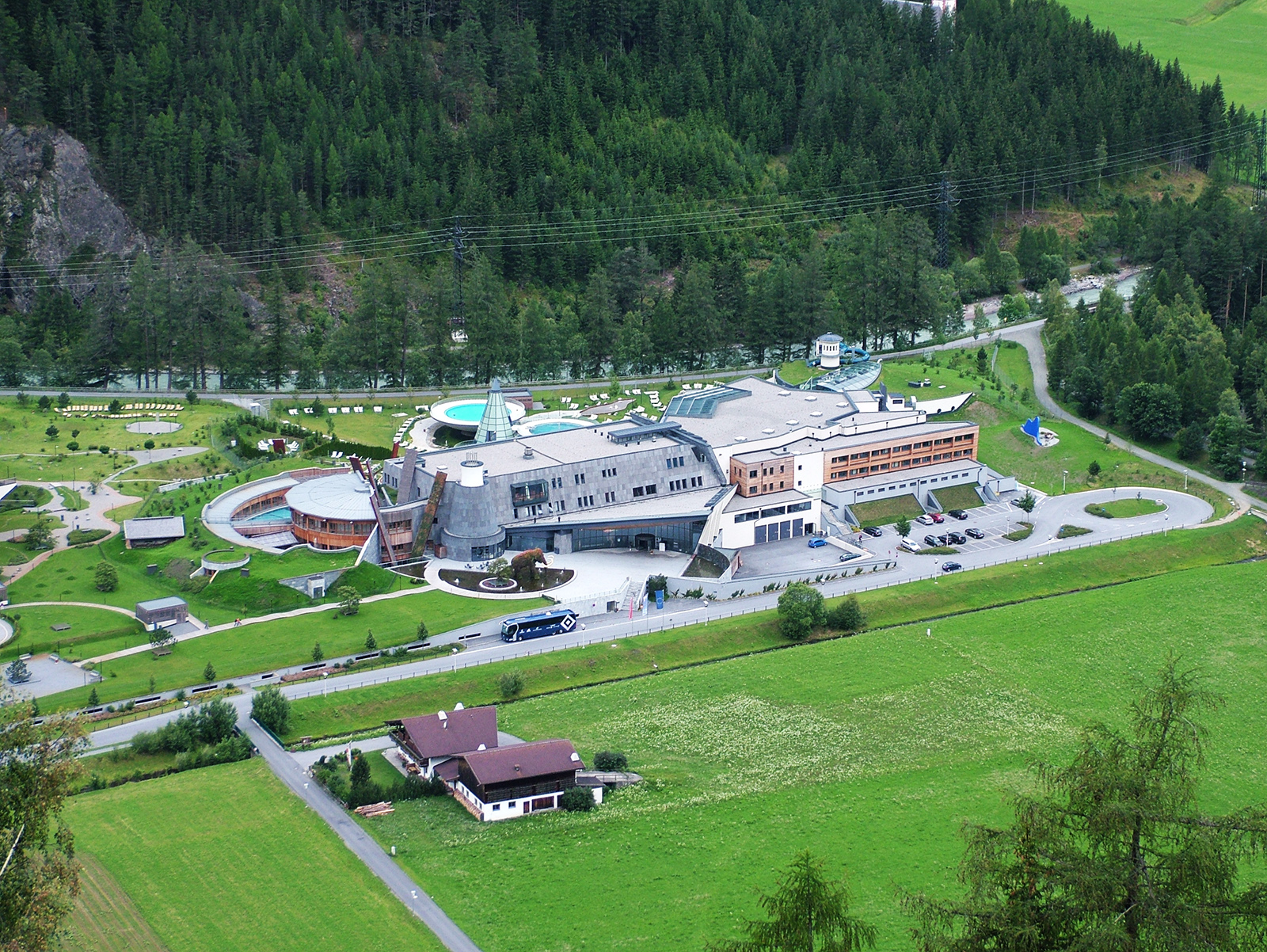
Gesamtansicht

## Wirtschaftliche Bedeutung
Die Anlage mit etwa 220 Mitarbeitern hat überregionale wirtschaftliche Bedeutung als Freizeitbetrieb für die Tiroler Tourismuswirtschaft. Die Therme wird von der Vamed AG betrieben – im Auftrag eines Gesellschafter-Konsortiums. Der Aqua Dome ist einer der größten Arbeitgeber im Tiroler Oberland.